# Мундров, Дучо
Дучо Тодоров Мундров (14 марта 1920 — 10 декабря 2012) — болгарский кинорежиссёр и общественный деятель. Член Союза болгарских кинематографистов.

## Биография
Родился в семье революционеров. В юности стал членом Рабочего молодёжного союза. Занимался организацией подпольных молодёжных групп, участник партизанского движения в Болгарии в годы Второй мировой войны. Был схвачен, содержался в заключении в ожидании смертного приговора суда, задержанного до достижения им совершеннолетия.
Был освобождён 9 сентября 1944 года, после вооруженного восстания и установления народной власти в Болгарии.
В 1956 году окончил режиссёрский факультет ВГИКа в Москве. В 1952 году, будучи студентом ВГИКа, Мундров сотрудничал с режиссёром Николой Корабовым, на съёмках документального фильма о поэте Николе Вапцарове. По возвращении на родину Мундров снова совместно с Н. Корабовым снял классическую социально-реалистическую киноленту «Димитровградцы» (1956), затем, в 1959 году фильм о партизанах «Командир отряда». Лучшим фильмом, снятым им стала кинокартина «Пленённая стая» по сценарию Эмила Манова (1962). В ней Мундров отказался от схематичных обычных форм, которые он использовал в начале своей карьеры, и сосредоточил своё внимание не только на сюжете, но и на психологической атмосфере боевой группы антифашистов, которая возникла среди политических заключенных в ожидании смертной казни.
Фильм «Пленённая стая» Духо Мундрова стал номинантом награды «Золотая пальмовая ветвь» Каннского кинофестиваля 1962 года.
С 1954 по 1988 год Духо Мундров работал режиссёром в киностудии «Бояна» (София). Среди его фильмов известен также «В конце лета» (1967).
Автор документальных фильмов «Никола Вапцаров», «Пеньо Пенев», «Червените календари», «Кървавата картотека» и др.
Духо Мундров был одним из инициаторов создания в 1988 году «Клуба поддержки перестройки в Болгарии», который был одним из первых оппозиционных обществ против коммунистического режима в Болгарии.

## Награды
- Орден «Стара планина» 1 степени (2000)[1]